# دوره دوازدهم مجلس شورای ملی
دوره دوازدهم مجلس شورای ملی در ۳ آبان ۱۳۱۸ (۲۱ رمضان ۱۳۵۸ ه.ق.) بازگشایی شد و در ۹ آبان ۱۳۲۰ (۹ شوال ۱۳۶۰ ه.ق.) به پایان رسید. نخستین جلسهٔ رسمی این دورهٔ مجلس در روز ۹ آبان ۱۳۱۸ برگزار شد.
ریاست مجلس دوازدهم در دست محتشم‌السلطنه بود. ۱۳۷ نماینده به مجلس راه یافتند. رضا رفیع و علی وکیلی سلب مصونیت شدند. در این دوره، حدود ۶۰ قانون به تصویب رسید.

## رخدادهای مهم

### معرفی و رأی اعتماد به کابینه
- ۲۰ آبان ۱۳۱۸: کابینه احمد متین‌دفتری
- ۹ تیر ۱۳۱۹: کابینه علی منصور
- ۶ شهریور ۱۳۲۰: کابینه چهارم محمدعلی فروغی
- ۳۰ شهریور ۱۳۲۰: کابینه پنجم محمدعلی فروغی

### سایر رخدادها
- ۲۲ اردیبهشت ۱۳۱۹: تصویب اصلاح قانون ثبت احوال
- ۲۶ شهریور ۱۳۲۰: قرائت سوگندنامه محمدرضا شاه پهلوی در مجلس
- ۲۷ شهریور ۱۳۲۰: صدور فرمان عفو عمومی